# 東條英教
- 東条英教
- 東條英教

東條 英教（とうじょう ひでのり、安政2年11月8日（1855年12月16日） - 大正2年（1913年）12月26日）は、日本の陸軍軍人。陸大1期首席。最終階級は陸軍中将。
第40代内閣総理大臣・東條英機は息子。

## 経歴
1855年12月16日（安政2年11月8日）に陸奥国盛岡藩士・東條英俊の嫡男として武蔵国豊多摩郡大久保村に誕生する。
1873年（明治6年）4月、陸軍教導団歩兵科。1877年（明治10年）、西南戦争に出征し、同年4月に陸軍歩兵少尉試補。1878年（明治11年）9月、陸軍歩兵少尉に任官。1885年（明治18年）12月、陸軍大学校（陸大）を首席で卒業し（1期、卒業生は10人）、恩賜の望遠鏡を拝受。
1886年（明治19年）5月、陸大教官。1888年（明治21年）3月10日から1891年（明治24年）12月までドイツへ留学。井口省吾・山口圭蔵と同時のドイツ留学であった。
1891年（明治24年）9月16日、 任 陸軍歩兵少佐、補 陸軍大学校兵学教官。1894年（明治27年）から1897年（明治30年）3月まで、現役の陸軍歩兵少佐のまま、日本体育会体操練習所（現・日本体育大学）長を務めた。佐官時代には、参謀本部第1局局員、陸大教官、参謀本部第4部長（戦史編纂）などを歴任。
1901年（明治34年）5月、陸軍少将に進級すると同時に歩兵第8旅団長。1904年（明治37年）5月、日露戦争に出征。同年9月6日、内地に後送される。1905年（明治38年）1月、留守近衛歩兵第2旅団長。1906年（明治39年）1月、歩兵第30旅団長。1907年（明治40年）11月7日、中将に名誉進級後、予備役に編入。
心臓病を患い、1911年（明治44年）11月より神奈川県小田原町荒久海岸の別荘で療養していたが、1913年（大正2年）12月15日に容体が急変し、同月16日に死去したと新聞で報じられる。ただしこれは誤報であり、実際には12月26日に死去している。

## 人物
東條家は、能楽師として盛岡藩（南部氏）に仕えた家系で、禄高は160石であった。
英教は陸大1期を首席卒業したが、中将止まりであった。その理由として盛岡藩が戊辰戦争で明治政府と戦ったためや、当時は薩長派閥が幅を利かせていたためなどが言われている。
また一説にはドイツ留学時に、来訪した山縣有朋に藩閥の弊害を抗議し、山縣の怒りを買った事が原因とされる。これは英教が参謀本部第4部長時代に書いた、大本営幕僚として日清戦争に参加した経験に基づいて作成した『隔壁聴談』が、後に山縣有朋らから睨まれる原因をなしたものであるという。この指摘によれば「英教が執筆せる日清戦史の忌憚なき記述は山県有朋の忌むところとなり、大才を伸ぶるを得ず。」や、「英教は日清戦史についても独自の論を展開したが、その大胆な筆致は薩長閥の総帥だった山県有朋を刺激した」という。
なお中将で予備役となった直接の理由であるが、近年の研究では、日露戦争の時に犯した作戦ミスが原因の一つとされている。陸大1期の同期生で旅団長として出征したのは、英教の他に秋山好古と山口圭蔵がいたが、山口は免職となり英教は左遷となった。1904年6月に蓋平攻撃と連動して起きた分嶺水の戦闘で消極策を取り独断専行気味に兵を引いたという際、師団司令部と対立したといわれている。ついで7月の柝木城の戦闘において歩兵第三旅団長の英教は攻撃の要であったにもかかわらず、師団長川村景明に夜襲を命じられたとき、状況を判断して夜襲を行わなかったが、その原因は偵察不足であった。そのためにロシア軍が無傷で撤収し、別の師団が敵軍を包囲する事態となり川村の面子が潰されたからであるという」。この失敗により英教は兵学書に通じてはいたが実戦向きではなく作戦失敗を招き「実兵指揮能力不足」という評価が下され、歩兵第8旅団長を解任されて留守近衛歩兵第2旅団長に左遷された（名目上は病気）。
そのため英教は陸軍でのキャリアが、「出世が遅れ」、「大将になれなかったのは長州閥に睨まれたことが原因」と恨んでいた。一方で、秦郁彦は、英教が日露戦争で戦意不足として旅団長を解任されたことを踏まえ、「ですから、よく名誉中将までなれたものです」と評している。
予備役編入後は、専ら戦術の研究に打ちこみ著述業に従事した。英教は自身の挫折した夢を息子の英機に託した。英機を一流の軍人として育て常日頃から軍人の心構えを説いて聞かせた。大正元年（1912年）12月、英機は見事父の期待に応え、3回目の挑戦で陸軍大学校に合格した。

## 備考
- 司馬遼太郎の小説『坂の上の雲』では、英教は主人公の一人の秋山好古の同期生であるが、陸軍大学校同期入学の名前のみの紹介となっている。
- NHK総合テレビのテレビドラマ『山田風太郎 からくり事件帖-警視庁草紙より-』に、帝国軍人として登場しているが、フィクションである。

## 家族
妻は東條千歳（福岡県北九州市小倉北区田町（現）の万徳寺（浄土真宗本願寺派）住職・德永靈鳳の娘）。息子として1880年に生まれた長男英夫、1882年に生まれた次男英実は夭折、実質的に三男の英機が長男として育てられる。他に4人の息子（壽、富士雄、規矩郎、質雄）、2人の娘（はつえ、次枝）がいたが、英機の弟のうち、4男寿は川崎航空機で航空技術者として活躍し、戦後に英機から遺言書を渡されるなど交流があった。5男富士雄は鈴木秀五郎の養子となった。長女はつえは山田静吾に嫁いだ。
孫に東條英隆、東條輝雄、東條敏夫、東條光枝、東條満喜枝、東條幸枝、東條君枝、曾孫に東條由布子がいる。

## 栄典・授章・授賞
位階
- 1885年（明治18年）3月5日 - 正七位[18]
- 1892年（明治25年）4月1日 - 従六位[19]
- 1895年（明治28年）2月28日 - 正六位[20]
- 1897年（明治30年）10月30日 - 従五位[21]
- 1901年（明治34年）9月30日 - 正五位[22]
- 1907年（明治40年）7月10日 - 従四位[23]
- 1907年（明治40年）12月10日 - 正四位[24]

勲章等
- 1885年（明治18年）12月24日 - 恩賜望遠鏡[25]
- 1889年（明治22年）11月22日 - 勲六等瑞宝章[26]
- 1895年（明治28年）
  - 5月23日 - 勲五等瑞宝章[27]
  - 10月18日 - 双光旭日章・功四級金鵄勲章[28]
  - 11月18日 - 明治二十七八年従軍記章[29]
- 1901年（明治34年）5月31日 - 勲四等瑞宝章[30]
- 1904年（明治37年）1月29日 - 勲三等瑞宝章[31]
- 1906年（明治39年）4月1日 - 功三級金鵄勲章・勲二等旭日重光章・明治三十七八年従軍記章[32]
- 1912年（大正元年）8月1日 - 韓国併合記念章[33]

外国勲章佩用允許
- 1896年（明治29年）10月28日 - ロシア帝国：聖神聖スタニスラス第二等勲章（英語版）[34]
- 1899年（明治32年）6月23日 - 大清帝国：第三等第一双竜宝星（英語版）[35]
- 1909年（明治42年）2月25日 - 大韓帝国：勲一等八卦章（英語版）[36]

## 著作

### 単著
- 『歩兵教練之栞』 第1巻、兵事雑誌社、1906年1月。全国書誌番号:40065372 NDLJP:844420。
- 『歩兵教練之栞』 第2巻、兵事雑誌社、1906年12月。 NCID BA65451541。全国書誌番号:40065372 NDLJP:844421。
- 『歩兵教練之栞』 附録、兵事雑誌社、1906年11月。 NCID BA65451541。全国書誌番号:40065372 NDLJP:844422。
- 『戦術応用例』兵事雑誌社、1908年1月。 NCID BA67620887。全国書誌番号:40065136 NDLJP:844118。
- 『歩兵操典改正草案評釈』 第1巻、兵事雑誌社、1908年1月。 NCID BB26417165。全国書誌番号:40065464 NDLJP:844522。
- 『歩兵操典改正草案評釈』 第2巻、兵事雑誌社、1908年2月。 NCID BB26417165。全国書誌番号:40065464 NDLJP:844523。
- 『歩兵操典改正草案評釈』 第3巻、兵事雑誌社、1908年1月。全国書誌番号:40065464 NDLJP:844524。
- 『日本野外要務令対照 独逸野外要務令訳解』 第1巻、兵事雑誌社、1908年8月。 NCID BB25801077。全国書誌番号:40064852 NDLJP:843732。
- 『日本野外要務令対照 独逸野外要務令訳解』 第2巻、兵事雑誌社、1908年10月。全国書誌番号:40064852 NDLJP:843733。
- 『日本野外要務令対照 独逸野外要務令訳解』 第3巻、兵事雑誌社、1909年2月。全国書誌番号:40064852 NDLJP:843734。

### 共纂
- 東條英教・井口省吾・山口圭蔵共纂 編『帥兵規例 参謀演習旅行預教』陸軍大学校〈陸軍大学校読本〉、1887年3月。 NCID BN14846318。